# Italiensk arum
Italiensk Arum (Arum italicum) er en plante, der kommer fra landene omkring Middelhavet, men ofte ses i danske haver og hist og her forvildet. 
Italiensk Arum har en for Arum-slægten og Arum-familien karakteristisk blomsterstand, hvor selve de mange små blomster sidder samlet i en såkaldt kolbe (der typisk er gul eller violet) omgivet af et højblad eller hylsterblad, der typisk er hvidt eller bleggrønt. Planten er også kendt under navnet 'Italiensk ingefær', men kan på ingen måde benyttes som erstatning for ingefær, da planten er ret giftig. Men rødderne kan have en ingefæragtig lugt. 
De spydformede blade har oftest mere eller mindre fremtrædende hvide nerver og ingen pletter. Den hvide farve kan dog mangle helst, ligesom der kan være pletter.
Der findes adskillige underarter og sorter – både fra naturens side og fremkommet ved forædling. Blandt de kendteste er Arum italicum ssp. marmoratum med meget fremtrædende hvide nerver i mørkegrønne blade.
Størrelse: 20-45 cm, bladplade 15-30 cm, hylsterblad 10-25 cm.
Knolden er vandret, 4-5cm lang. Knolden ligger dybt.

## Udbredelse
Vildtvoksende meget sjælden, kun hvor forvildet fra haver. Ret almindelig som haveplante. Almindelig i Middelhavsområdet

## Kendetegn
- Vandret knold, 4-5cm
- Blade ofte med hvide nerver
- Hylsterblad blegrønt til blegt gulgrønt
- Kolbe gul, undtagelsesvis lilla, ca. 1/2 så lang som hylsterblad
- Frugtstand ca. 6-8 cm lang, bær blanke
- Blomstrer maj-juni
- Blade fremkommer efterår til sen vinter

## Sorter
Der findes utallige sorter og hybrider
- ssp. italicum er grundformen med gul kolbe og hvidlige nerver i bladene
- ssp. marmoratum har gul kolbe og meget kraftige hvide nerver, kulturform